# Skyttesoldat Wipf
Skyttesoldat Wipf är en schweizisk film från 1938 i regi av Leopold Lindtberg.

## Handling
Den 1 augusti 1914 diskuterar kunderna på Wiederkehrs frisersalong mobiliseringen i Tyskland, Belgien och Ryssland. Den schweiziska armén mobiliserar också, och frisörassistenten Reinhold Wipf kallas in för tjänstgöring vid gränsen. Den bortkomne och oerfarne ynglingen blir snart en soldat som vinner sina kamraters och överordnades respekt.

## Rollista (i urval)
- Paul Hubschmid - Reinhold Wipf
- Heinrich Gretler - Leu
- Robert Trösch - Meisterhans
- Zarli Carigiet - Schatzli
- Sigfrit Steiner - Oberleutnant
- Emil Hegetschweiler - Coiffeur Wiederkehr
- Elsie Attenhofer - Rosa Wiederkehr
- Lisa della Casa - Vreneli
- Wolfgang Heinz - Kriegsgefangener